# Cap de Govern del Principat d'Andorra
D'acord amb la Constitució d'Andorra de 1993, els caps d'estat del Principat d'Andorra són el bisbe d'Urgell i el president de França. Aquests coprínceps d'Andorra regnen, però no governen.
El 8 de gener de 1982 es va crear el càrrec de Cap de Govern del Principat d'Andorra. És el president del Govern d'Andorra i proposa les lleis al Consell General de les Valls. Després de la Constitució de 1993, aquest càrrec quedà plenament normalitzat.